# Aranka Paraoánu

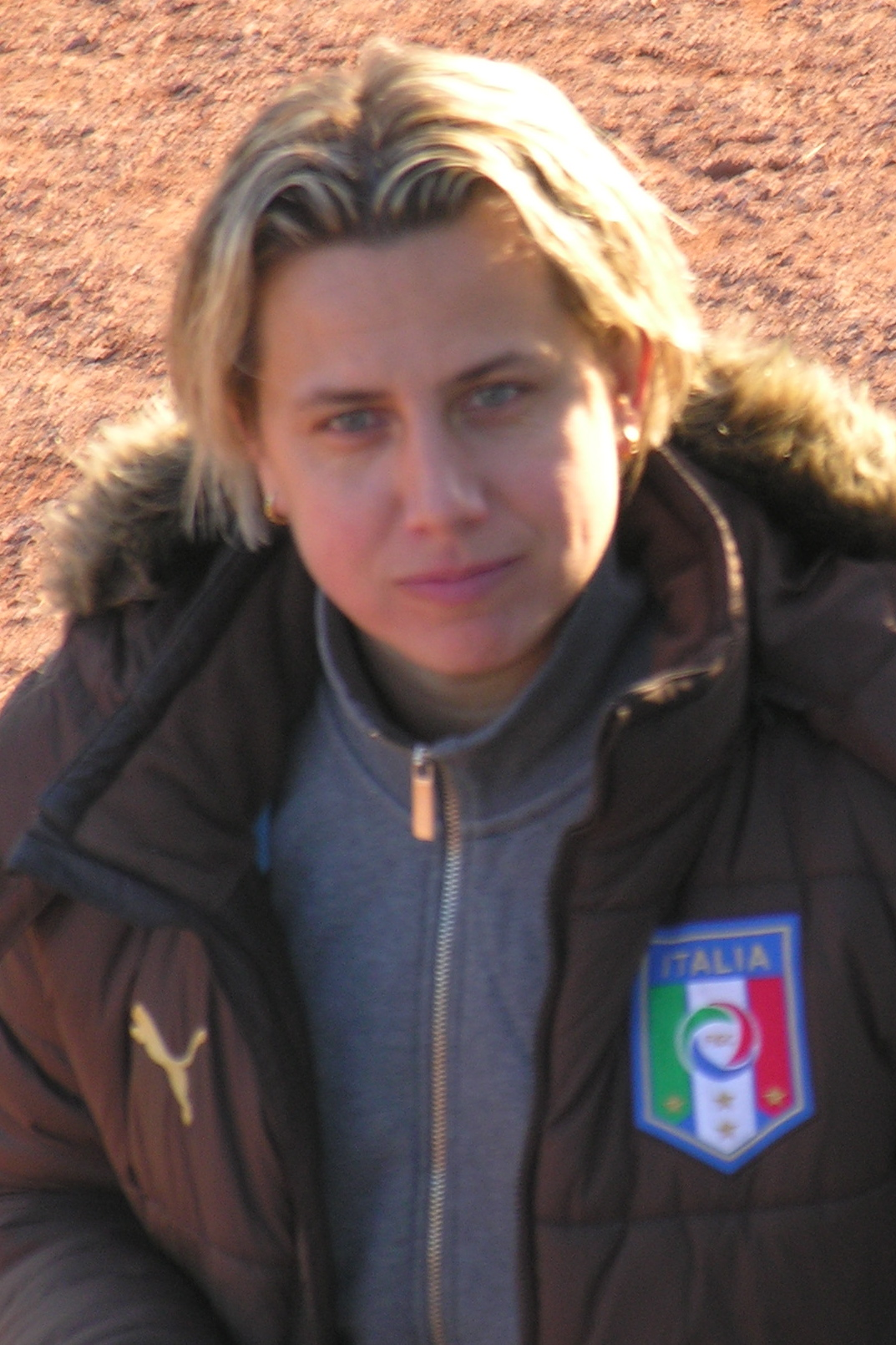
Aranka Paraoánu

Aranka Paraoánu (* 29. Oktober 1974 in Szőny) ist eine ehemalige ungarische Fußballspielerin.

## Karriere

### Vereine
Aus der Jugendmannschaft des László Korház SC hervorgegangen, rückte sie 1987 in die erste Mannschaft auf, für die sie als Abwehrspielerin spielte und drei Meisterschaften gewann. Für den Zeitraum Februar bis Juni 1998 wurde sie – gemeinsam mit Katalin Bökk – vom deutschen Bundesligisten TuS Niederkirchen verpflichtet.
Nach Ungarn zurückgekehrt, spielte sie im Verlauf ihrer Karriere von 2006 bis 2009 für den Erstligisten 1. FC Femina, mit dem sie noch zwei Meisterschaften für sich beanspruchen konnte. Mit dem Verein kam sie auch im Wettbewerb um den UEFA Women’s Cup 2006/07 zum Einsatz, der Verein – als Sieger der Gruppe 9 – erstmals unter die 16 besten Mannschaften.

### Nationalmannschaft
Für die A-Nationalmannschaft bestritt sie von 1991 bis 2007 83 Länderspiele, in denen sie elf Tore erzielte. Ihr erstes Länderspiel bestritt sie am 1. April 1991 gegen die Nationalmannschaft Bulgariens, das in Várna in einem Spiel bei einem internationalen Turnier mit 0:1 besiegt wurde.
Ihren letzten Einsatz als Nationalspielerin hatte sie am 27. Oktober 2007 in Bük, bei der 1:3-Niederlage gegen die Nationalmannschaft Italiens im EM-Qualifikationsspiel in Gruppe 2 der 2. Qualifikationsrunde.

## Erfolge
László Korház SC
- Ungarischer Meister 1989, 1994, 1995

1. FC Femina
- Achtelfinalist UEFA Women’s Cup 2006/07
- Ungarischer Meister 2007, 2008

## Auszeichnungen
- Ungarische Spielerin des Jahres 2001, 2003, 2005, 2007